# Emma Rabbe
Emma Rabbe (ur. 18 kwietnia 1969 w Kanadzie) – wenezuelska aktorka grająca w telenowelach. Była modelka.
Jest żoną Daniela Alvarado, z którym ma trzech synów. Ma dyplom fizykoterapeuty.
W 1988 roku wzięła udział w konkursie Miss Wenezueli. Królowa Piękności Ameryki (1988).
W Polsce emitowane były telenowele z jej udziałem: Niebezpieczna (Periglosa) (1994), Królowa serc (Reina de Corazones) (1998), Moja piękna grubaska (Mi Gorda bella) (2002), Miłość i przemoc (Amor a Palos) (2005).

## Wybrana filmografia
- Adorable Monica (1990)
- Bellisima (1991)
- Niebezpieczna (Peligrosa) (1994) jako Clementina Villegas
- Pecado de amor (1996)
- Królowa serc (Reina de Corazones) (1998) jako Marlene Paez/Sara
- Barwy miłości (Hechizo de amor) (2000) jako Ligia Valderrama
- Moja piękna grubaska (Mi Gorda Bella) (2002) jako Tza-Tzá "Sasá" Josefina Lanz Álvarado
- Que Buena se Pusa Lola (2004)
- Miłość i przemoc (Amor a Palos) (2005) jako Virginia Revueltas
- Y Los Declaro Marido y Mujer (2006)
- 13 segundos (2007)
- La Trepadora (2008)
- Tomasa Tequiero (2010)

## Strona internetowa
- Emma Rabbe in VenCOR